# Похитители тел (фильм)
«Похитители тел» (1993) (англ. Body Snatchers) — американский фантастический кинофильм режиссёра Абеля Феррары. Третья экранизация одноимённого романа Джека Финнея (1955).

## Сюжет
Марти Мэлоун — дочь биолога — на летние каникулы едет вместе с отцом, мачехой и единокровным младшим братом на американскую военную базу, на которой её отец будет инспектировать некоторые токсичные продукты, имеющиеся на базе. На автозаправке Марти напугана солдатом, который говорит ей не спать, потому что они подбираются, когда спишь.
Прибыв на базу, отец семейства Стив узнаёт от майора Коллинза о странном поведении людей, которые боятся спать и общаться со своими близкими. Марти знакомится с рядовым Тимом, который приглашает её в клуб. Всё больше и больше людей начинают вести себя подозрительно, а некоторые солдаты нагружают грузовик странными яйцами. 
Пока сестра в клубе, а отец работает, маленький Энди обнаруживает, что его мама превратилась в прах. Однако из шкафа выходит её копия. Вернувшись домой, Марти узнаёт об этом от Энди, однако отец не верит им. Со временем Марти всё чаще замечает, что окружающие ведут себя слишком безэмоционально и отстранённо. В один из дней она решает принять ванну и засыпает, из-за чего её начинают опутывать щупальца, вылезшие из странного яйца. Копия мачехи Марти предлагает сделать Стиву массаж и тот засыпает. Однако Марти будит упавшая из вентиляции не успевшая сформироваться её копия. Она прибегает в комнату к отцу и находит под кроватью также не успевшую сформироваться его копию. 
После этого Стив, Марти и Энди выбегают из дома, но мачеха оповещает о них других людей, которых уже скопировали и заменили. Оказывается, что почти все люди на базе уже были заменены копиями. К Тиму приходят копии солдат и предлагают ему поспать, но Тим отбивается от них и убегает. Стив, Марти и Энди прячутся на складе и отец уходит за помощью. По всему посёлку бегают копии в поисках настоящих людей. 
Стив приходит к майору Коллинзу, но тот немного помешался и отказывается уходить. Внезапно туда наведываются копии во главе с генералом Платтом и предлагают майору сдаться, Стив успевает спрятаться. Однако Коллинз застреливается. 
Стив возвращается к своей семье и они уезжают на джипе. Но отец оказывается обращённым и Марти останавливает машину. Их находит Тим, и Марти убивает копию отца. Они уезжают и их начинают преследовать копии. Тим притворяется копией и угоняет вертолёт. Но Марти и Энди хватают, увозя для замены в местный госпиталь. 
Тим с высоты видит, как обращённые солдаты загружают странные яйца в грузовики. Тим приходит в госпиталь и в последний момент успевает спасти Марти. Они выбираются оттуда и сталкиваются с подругой Марти по имени Джен. Однако она оказывается заменённой и выдаёт их. 
Тиму и Марти удаётся забраться в вертолёт. К вертолёту прибегает Энди и они забирают его тоже. Взлетев, обнаруживается, что Энди уже заменили и он нападает на Марти. Ей удаётся выкинуть его из вертолёта. Утром Марти и Тим возвращаются и при помощи ракет, установленных на вертолёте, взрывают грузовики с яйцами и военную базу.

## В ролях
- Мэг Тилли — Кэрол Мэлоун
- Габриэль Анвар — Марти Мэлоун
- Терри Кинни — Стив Мэлоун
- Райли Мёрфи — Энди Мэлоун
- Билли Уэрт — Тим Янг
- Кристин Эллис — Джен Платт, дочь генерала
- Ли Эрми — генерал Платт
- Кэтлин Дойл — Диана Платт, жена генерала
- Форест Уитакер — майор Коллинз

## Награды и номинации
| Премия                 | Категория                          | Имя           | Результат |
| ---------------------- | ---------------------------------- | ------------- | --------- |
| Сатурн                 | Лучший научно-фантастический фильм |               | Номинация |
| Каннский кинофестиваль | Золотая пальмовая ветвь            | Абель Феррара | Номинация |